# Takuya Kimura
Takuya Kimura  (木村 拓哉?, Kimura Takuya), soprannominato Kimutaku  (キムタク?), (Tokyo, 13 novembre 1972) è un attore e cantante giapponese.
Membro del gruppo j-pop SMAP, grazie alle sue doti recitative è divenuto uno degli attori più noti e di successo del panorama televisivo giapponese (molti dei dorama a cui ha partecipato a partire dalla metà degli anni novanta hanno raggiunto le vette degli ascolti di pubblico). Cantante e intrattenitore, è conosciuto e apprezzato anche al di fuori dei confini del suo paese.

## Biografia

### Inizi
Nato a Tokyo, ha però vissuto fino all'età di 6 anni a Minoo (Osaka); dopo aver frequentato la scuola elementare e media a Chiba è stato scoperto dalla Johnny & Associates, agenzia specializzata nell'assumere idol di sesso maschile, entrando subito a far parte degli allievi dei Johnny's Jr. a partire dal 1987.
Ha iniziato come ballerino nei Boys Skate per poi entrar a far parte dal 1988 ad oggi degli SMAP (il loro 1º singolo è datato 1991). È uno dei primi volti divenuti famosi nei primi anni novanta grazie alle serie televisive stagionali giapponesi dette dorama.

### Carriera da attore e fama
Il suo primo ruolo di primo piano è datato 1993 nel dorama Asunaro Hakusho ove fa la parte d'una matricola di collegio innamorato d'una compagna di scuola; la serie è basata su un allora molto popolare manga omonimo.
Nel 1996 ha recitato assieme a Tomoko Yamaguchi nel dorama Long Vacation, che ebbe un ottimo riscontro di pubblico; qui interpreta il ruolo di un giovane timido pianista che s'innamora di una modella più grande di lui. Nello stesso anno con la sua band inizio uno spettacolo di varietà in TV intitolato SMAP X SMAP.
Nel 1997 continua positivamente la sua attività d'attore ottenendo un ruolo di primo piano nel dorama Love Generation (serie televisiva), serie incentrata su una storia di amore tra il protagonista, inizialmente innamorato di una ex compagna di scuola poi fidanzata con il fratello maggiore, ed una sua collega interpretata da Takako Matsu, già co-protagonista in Long Vacation.
Nel 2000 è ancora una volta protagonista in Beautiful Life, ennesimo dorama che toccò all'epoca le vette degli ascolti; contemporaneamente annuncia il suo matrimonio con l'idol Shizuka Kudō, già incinta di una bambina: si sono sposati il 5 dicembre del 2000 e la loro seconda figlia è nata nel 2003.
Nel 2001 recita, ancora una volta al fianco di Takako Matsu, in Hero che stabilì un record con i suoi alti ascolti televisivi, raggiungendo quasi il 37% di share; in seguito con Good Luck superò anche questa vetta.
Nel 2004 appare inoltre come attore non protagonista anche nella pellicola cinematografica 2046 del regista cantonese Wong Kar-wai assieme a Gong Li; il film ha vinto numerosi premi al festival di Cannes.
Nel 2005 ha doppiato il protagonista del film d'animazione Il castello errante di Howl di Hayao Miyazaki. Dopo lo special televisivo dedicato alla serie Hero, nel film TV Bushi no Ichibun (in inglese Love and Honor, ultima parte di una trilogia) interpreta il ruolo di un giovane samurai cieco che vive durante il periodo Edo.
Il sequel cinematografico di HERO del 2007 ottenne un successo immediato; tra i suoi ultimi lavori il dorama Mr Brain (in cui partecipa come star ospite anche Kazuya Kamenashi) e il film per il cinema Space Battleship Yamato tratto dall'opera di Leiji Matsumoto.

## Filmografia

### Cinema
| Cinema | Cinema                                 | Cinema                           | Cinema                 |
| Anno   | Titolo                                 | Ruolo assunto                    | Note                   |
| ------ | -------------------------------------- | -------------------------------- | ---------------------- |
| 1990   | Kokoro no Kagami (Mirror of the Heart) | Takeru                           |                        |
| 1993   | Hajimete no Natsu (Airplane Brothers)  | Hiroshi Kitayama                 |                        |
| 1994   | Shoot                                  | Kubo Yoshiharu                   |                        |
| 1995   | Kimi wo Wasurenai (Fly Boys, Fly!)     | Junichiro Ueda                   |                        |
| 2004   | Il castello errante di Howl            | Howl                             | Voce                   |
| 2004   | 2046                                   | Tak                              |                        |
| 2006   | Love and Honor                         | Shinnojo Mimura                  | Personaggio principale |
| 2007   | Hero                                   | Kōhei Kuryu                      | Personaggio principale |
| 2009   | I Come with the Rain                   | Shitaro                          |                        |
| 2010   | Space Battleship Yamato                | Susumu Kodai                     | Personaggio principale |
| 2011   | The Founding of a Party                | un ufficiale militare giapponese |                        |
| 2017   | L'immortale                            | Manji                            |                        |
| 2019   | Masquerade Hotel                       | Kosuke Nitta                     | Personaggio principale |
| 2023   | Il ragazzo e l'airone                  | Shoichi Maki                     | Voce                   |

### Televisione
| Televisione | Televisione                           | Televisione                                                 | Televisione                                                   |
| Anno        | Titolo                                | Ruolo assunto                                               | Note                                                          |
| ----------- | ------------------------------------- | ----------------------------------------------------------- | ------------------------------------------------------------- |
| 1988        | Abunai Shōnen III                     | Takuya Kimura (figlio del presidente dell'associazione PTA) |                                                               |
| 1990        | Otōto                                 | Hekiro                                                      | Special TV                                                    |
| 1991        | Suki na no ni                         | Eiichi Tamura                                               |                                                               |
| 1992        | Sono toki Heartwa Nusumareta          | Masato Katase                                               |                                                               |
| 1993        | Izu no odoriko                        | Yasunari Kawabata                                           |                                                               |
| 1993        | Asunaro Hakusho                       | Osamu Toride                                                |                                                               |
| 1994        | Wakamono no Subete                    | Takeshi Ueda                                                |                                                               |
| 1995        | Kimi wa Toki no Kanata e              | Matsudaira Motoyasu                                         |                                                               |
| 1995        | Jinsei wa Jojo da                     | Kazuma Ogami                                                | Protagonista                                                  |
| 1996        | Furuhata Ninzaburo Stagione 2         | Isao Hayashi                                                | Episodio 17, star ospite                                      |
| 1996        | Long Vacation                         | Sena Hidetoshi                                              | Protagonista                                                  |
| 1996        | Kyōsōkyoku                            | Kakeru Takakura                                             | Protagonista                                                  |
| 1997        | Boku ga Boku de Aru Tame ni           | Riki Kurosawa                                               | Protagonista, Special TV                                      |
| 1997        | Ii Hito                               |                                                             | Episodio 8, cameo                                             |
| 1997        | Gift                                  | Hayasaka Yukio/Mizoguchi Takehiro                           | Protagonista                                                  |
| 1997        | Love Generation                       | Katagiri Teppei                                             | Protagonista                                                  |
| 1998        | Oda Nobunaga                          | Oda Nobunaga                                                | Protagonista                                                  |
| 1998        | Nemureru Mori                         | Ito Naoki                                                   | Protagonista                                                  |
| 1999        | Konya wa Eigyōchu                     |                                                             | Protagonista                                                  |
| 2000        | Beautiful Life                        | Okishima Shuji                                              | Protagonista                                                  |
| 2000        | Food Fight                            | Crow                                                        | Voce                                                          |
| 2001        | Yonimo Kimyona Monogatari: Black Room |                                                             | Ruolo principale, come partecipante allo SMAP Special Edition |
| 2001        | Hero                                  | Kuryu Kōhei                                                 | Protagonista                                                  |
| 2001        | Chūshingura 1/47                      | Hirobe Yasubei                                              | Special TV                                                    |
| 2002        | Sora Kara Furu Ichioku no Hoshi       | Katase Ryo                                                  | Protagonista                                                  |
| 2003        | Good Luck!!                           | Shinkai Hajime                                              | Protagonista                                                  |
| 2004        | Pride                                 | Satonaka Haru                                               | Protagonista                                                  |
| 2005        | Engine                                | Kanzaki Jiro                                                | Protagonista                                                  |
| 2006        | Saiyuki                               | Emperor Genyoku                                             | Episodio 1, apparizione come star ospite                      |
| 2006        | Hero Special                          | Kuryu Kōhei                                                 | Protagonista, Special TV                                      |
| 2006        | Love and Honor                        | Mimura Shinnojo                                             | Protagonista                                                  |
| 2007        | Karei-naru Ichizoku                   | Manpyo Teppei                                               | Protagonista                                                  |
| 2008        | Change                                | Asakura Keita                                               | Protagonista                                                  |
| 2009        | Mr. Brain                             | Tsukumo Ryusuke                                             | Protagonista                                                  |
| 2009        | Redline                               | JP                                                          | Voce                                                          |
| 2010        | Tsuki no Koibito                      | Hazuki Rensuke                                              | Protagonista                                                  |
| 2011        | Nankyoku Tairiku                      | Kuramochi Takeshi                                           | Protagonista                                                  |
| 2012        | Priceless                             |                                                             | Protagonista                                                  |
| 2013        | Andō Lloyd: A.I. knows Love?          | Andō Lloyd/Reiji Matsushima                                 | Protagonista                                                  |
| 2023        | The Swarm - Il quinto giorno          | Aito Mifune                                                 |                                                               |

### Videogiochi
- Judgment (2018) (Takayuki Yagami)
- Lost Judgment (2021) (Takayuki Yagami)

## Doppiatori italiani
Nelle versioni in italiano dei suoi film Takuya Kimura è stato doppiato da:
- Christian Iansante in 2046
- Maurizio Merluzzo in Space Battleship Yamato
- Daniele Raffaeli in L'immortale

Da doppiatore è sostituito da:
- Francesco Bulckaen in Il castello errante di Howl
- Gianluca Crisafi in Redline
- Gianfranco Miranda in Il ragazzo e l'airone